# Dieter Alge
Dieter Alge (* 8. April 1966) ist ein ehemaliger österreichischer Fußballspieler und nunmehriger -trainer.

## Karriere

### Als Spieler
Alge spielte in der Saison 1983/84 für den Regionalligisten SC Admira Dornbirn. Zur Saison 1986/87 wechselte er zum Zweitligisten IG Bregenz/Dornbirn. Sein Debüt in der 2. Division gab er im Juli 1986 gegen den VfB Mödling. Bis Saisonende absolvierte er alle 36 Zweitligapartien, mit der IG stieg er zu Saisonende aber aus der 2. Division ab. Zur Saison 1987/88 wechselte Alge dann zum Schweizer Erstligisten FC St. Gallen. Für St. Gallen kam er zu 33 Einsätzen in der Nationalliga.
Nach zwei Jahren in der Schweizer höchsten Spielklasse kehrte der Verteidiger zur Saison 1989/90 wieder nach Österreich zurück und schloss sich dem Zweitligisten Linzer ASK an. Für den LASK absolvierte er in zwei Jahren Partien, in denen er zehn Tore erzielte. Zur Saison 1991/92 wechselte er zum Ligakonkurrenten SCR Altach. Für Altach spielte er 33 Mal in der 2. Division, ehe er mit den Vorarlbergern zu Saisonende aus der zweithöchsten Spielklasse abstieg.
Zur Saison 1993/94 wechselte er innerhalb der Vorarlbergliga zum FC Dornbirn 1913. Nach einer Spielzeit kehrte er wieder nach Altach zurück. 1997 stieg er mit dem SCRA wieder in die 2. Division auf. Den Aufstieg machte Alge jedoch nicht mehr mit, er wechselte zur Saison 1997/98 nach Liechtenstein zum FC Vaduz. Zur Saison 1999/2000 wechselte er zum FC Balzers, bei dem er später seine Karriere auch beendete.

### Als Trainer
Alge fungierte während seiner Zeit in Balzers als Spielertrainer. Zur Saison 2003/04 kehrte er nach Österreich zurück und übernahm den Regionalligisten FC Blau-Weiß Feldkirch. Im November 2005 verließ er den Verein. Zur Saison 2007/08 wurde er Trainer des viertklassigen FC Koblach. Im April 2010 trennte sich der Verein von Alge. Noch im selben Monat übernahm er den fünftklassigen FC Lauterach, den er bis Saisonende betreute.
Zur Saison 2011/12 wurde er Trainer des viertklassigen FC Höchst. Mit Höchst wurde er 2013 Meister der Vorarlbergliga und stieg somit in die Regionalliga auf. Nach der Saison 2013/14 verließ er den Verein. Im November 2014 wurde er ein zweites Mal Trainer des mittlerweile viertklassigen FC Lauterach, den er bis zum Ende der Saison 2014/15 trainierte.
Zur Saison 2015/16 wurde Alge Trainer in der AKA Vorarlberg. In der Akademie betreute er die U-15-Mannschaft, die er dann in der Saison 2016/17 als U-16 weitertrainierte. Im März 2017 wechselte er zum Bundesligisten SV Ried, bei dem er Co-Trainer von Lassaad Chabbi wurde. Mit den Riedern stieg er allerdings zu Saisonende aus der Bundesliga ab. Nach der Trennung von Chabbi blieb Alge ab April 2018 auch Co-Trainer unter Nachfolger Thomas Weissenböck. Nach der Saison 2017/18 verließ er Ried dann schließlich.
Zwischen 2019 und 2021 trainierte Alge die liechtensteinische U-17-Auswahl.